# Sonja Tajurskaja
Sofija Alexejevna Tajurskaja (rusky Со́фья Алексе́евна Таю́рская; * 1. května 1991 Irkutsk) je ruská zpěvačka punk-rave skupiny Little Big.

## Život
Narodila se 1. května 1991 v Irkutsku, avšak velmi brzy se rodina přestěhovala do Novodvinsku v Archangelské oblasti.
Po dokončení školy v Novodvinsku se přestěhovala do Petrohradu, kde navštěvovala Petrohradský státní kulturní institut, obor „Režisér divadelních her a prázdnin“. Během studia pracovala na částečný úvazek a vystupovala v barech, kavárnách a karaoke. V roce 2012 obdržela diplom a rozhodla se v Petrohradě zůstat.

### Kariéra
Od roku 2014 je autorkou písní pro rave skupinu Little Big, se kterou také poprvé vystoupila ve videoklipu „With Russia from Love“, a od roku 2016 se zúčastňuje koncertů.
V roce 2022 se hlavní členové Little Big (Ilja Prusikin, Sonja Tajurskaja a režisérka Alina Pasok) přestěhovali do Los Angeles ve Spojených státech amerických a veřejně odsoudili ruskou invazi na Ukrajinu.

### Soukromý život
Od srpna 2020 je ve vztahu s Iljou Prusikinem. V květnu 2024 oznámili, že čekají dítě, které se pak narodilo v září téhož roku.